# Голодюк Олег Юрійович
Оле́г Ю́рійович Голодю́к (нар. 2 січня 1988, с. Собіщиці, Рівненська область) — український футбольний тренер, колишній футболіст, що грав на позиції центрального півзахисника. Виступав за юнацьку (U-19) та молодіжну збірні України.

## Біографія

### Ранні роки
Вихованець клубу «Ізотоп» (Кузнецовськ, Рівненська область). Перший тренер — Борис Коток. Потім вчився у Львівському училищі фізичної культури, тренери — Богдан Поточняк, Володимир Вільчинський та Борис Коток. У змаганнях під егідою ДЮФЛ провів 68 матчів, забив 11 голів.

### Клубна кар'єра
У «Карпатах-2» дебютував 31 липня 2006 року, всього провів 36 ігор і забив 4 голи. У складі дублерів «Карпат» провів 49 ігор і забив 9 м'ячів. У головній команді дебютував 26 травня 2007 року в матчі «Арсенал» — «Карпати» (1:0). За львівську команду провів 199 ігор та забив 14 голів.
На початку червня 2016 року залишив львівський клуб, а вже 15 червня став гравцем полтавської «Ворскли». Але у січні наступного року покинув команду і повернувся в «Карпати».
У 2019—2020 роках виступав в чемпіонаті Угорщини за команди «Голодаш» та «Залаегерсег».
У 2020 році грав за ФК «Минай».
14 січня 2021 року став гравцем харківського «Металіста 1925». Провів за «жовто-синіх» 13 матчів, у яких відзначився трьома голами та двома гольовими передачами, в другій частині сезону 2020/21, за підсумками якого «Металіст 1925» посів третє місце в Першій лізі та підвищився у класі. В першій частині наступного сезону зіграв за харків'ян 12 матчів (1 гол) у Прем'єр-лізі та два — в Кубку України. В січні 2022 року припинив співпрацю з «Металістом 1925».

### Кар'єра в збірній
Дебют у складі молодіжної збірної України відбувся 5 лютого 2008 року у товариському матчі Швеція — Україна (1:0). Учасник відбіркових ігор до молодіжного Євро-2011, допоміг збірній вийти до фінального турніру. Також був учасником фінального етапу молодіжного чемпіонату Європи 2011 року, в рамках якого взяв участь у двох з трьох матчів команди на турнірі.

## Тренерська кар'єра
З 23 жовтня 2022 року в дуеті з Едмаром очолював тренерський штаб «Металіста 1925». Після відходу Едмара 6 листопада 2023 року Голодюк одноосібно очолив харківський клуб. Вже 20 грудня того ж року був звільнений з посади виконувача обов'язків головного тренера «Металіста 1925», але залишився працювати в структурі клубу.

## Досягнення
«Металіст 1925»:
 Бронзовий призер Першої ліги України: 2020/21

## Характеристика гри
Відзначався потужним дальнім ударом.